# 창녕 관산서당
창녕 관산서당(昌寧 冠山書堂)은 대한민국 경상남도 창녕군 고암면 우천리에 있는 서당이다. 2003년 10월 30일 경상남도의 문화재자료 제335호로 지정되었다.

## 개요
창녕 관산서당은 정면 4칸, 측면 1.5칸 규모로 전면의 반칸을 퇴칸으로 한 축조한 형식이다. 대청에는 우물마루를 깔았으며 우측방의 전면 툇마루는 한단 올려 대청과 높이가 다르게 시설하였다. 방의 창호는 모두 세살문을 사용하고 있다. 좌측방에는 두짝, 우측방에는 외짝의 세살문을 달았고 대청의 뒷벽에는 판장문을 달아 고급스럽지는 않지만 소박한 형태이다. 3량 가구 형식으로 중앙부에 대들보를 걸고 전면의 퇴칸에는 퇴보를 걸어 연결하였으며 큰 장식은 보이지 않는다. 처마는 홑처마이고 지붕은 박공지붕 형식이다.
건립기록을 찾을 수 없으나 1900년 전후에 건립된 것으로 추정된다. 퇴칸의 사용이나 간결한 가구기법 및 장식적 기법 등 조선후기 건축양식과 기법을 볼 수 있는 건물로 학술적 가치가 있으며 보존상태도 양호하고 무엇보다 창녕지역에 유일한 사액서원으로 역사적인 가치가 있다.

## 참고 문헌
- 창녕관산서당 - 국가유산청 국가유산포털